# 存命のアメリカ合衆国大統領
本項目は、1789年から現在までの存命のアメリカ合衆国大統領（ぞんめいのアメリカがっしゅうこくだいとうりょう）について記載する。以下の表では大統領就任宣誓を行った45人が対象となる（大統領代行や連合会議長は含まない）。2025年8月15日現在では現職のドナルド・トランプと元大統領のビル・クリントン、ジョージ・W・ブッシュ、バラク・オバマ、ジョー・バイデンが存命である。

## 現在存命中の大統領
2025年8月15日時点で存命の大統領（年齢順）:

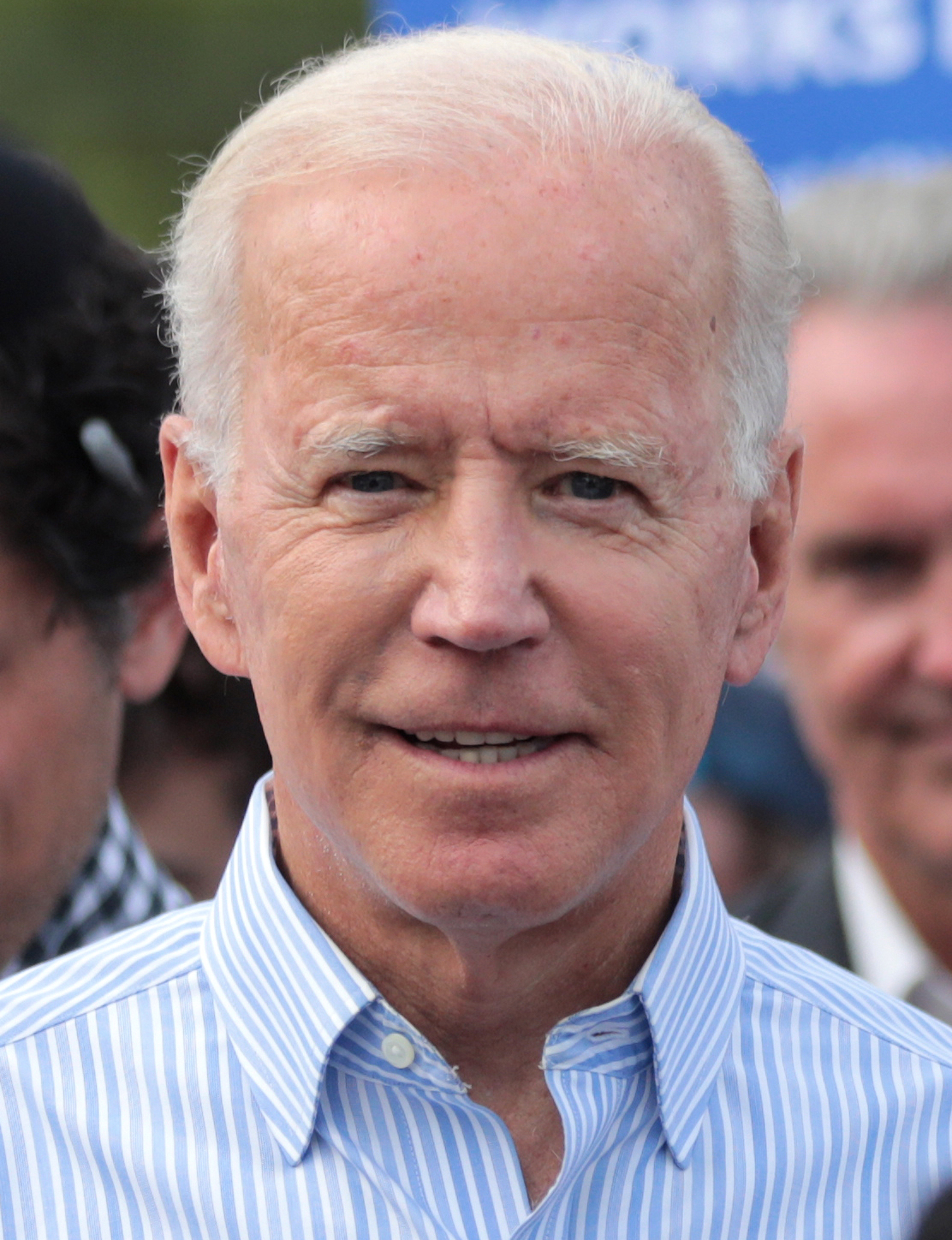
ジョー・バイデン (2021年-2025年) 1942年11月20日生
(82歳と268日)
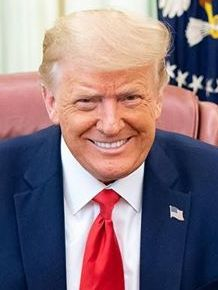
ドナルド・J・トランプ (2017年-2021年、2025年-現職) 1946年6月14日生
(79歳と62日)
ジョージ・W・ブッシュ (2001年-2009年（英語版）) 1946年7月6日生
(79歳と40日)
ビル・クリントン (1993年-2001年（英語版）) 1946年8月19日生
(78歳と361日)
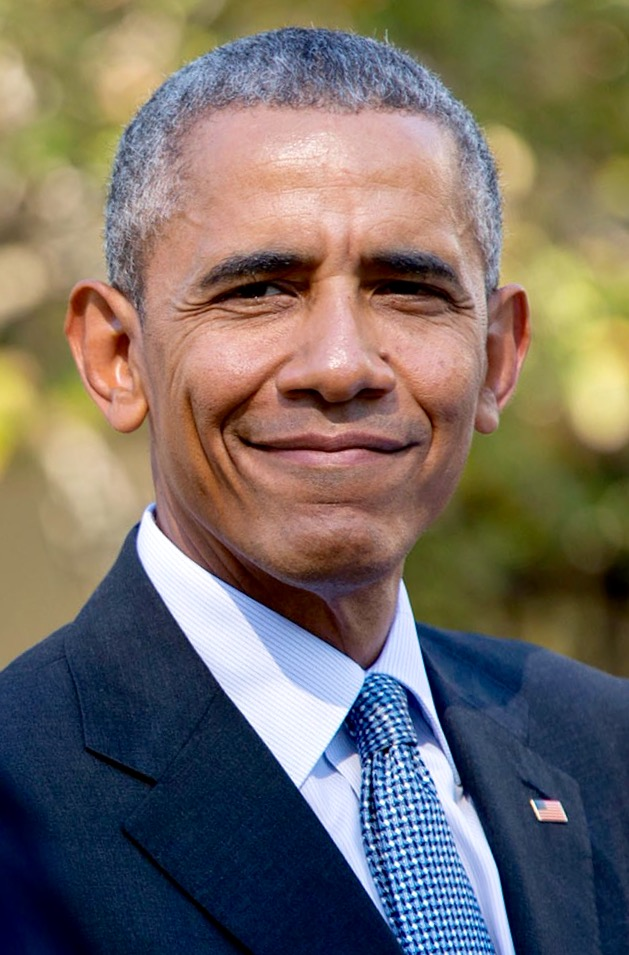
バラク・オバマ (2009年-2017年（英語版）) 1961年8月4日生
(64歳と11日)

## 年表
アメリカ合衆国史上の変化点毎の存命の大統領の数:
| アメリカ合衆国史上の変化点毎の存命の大統領の数 | アメリカ合衆国史上の変化点毎の存命の大統領の数 | アメリカ合衆国史上の変化点毎の存命の大統領の数                         | アメリカ合衆国史上の変化点毎の存命の大統領の数 |
| 変化点 | 存命者数 \| 名前                               | 存命者数 \| 名前                                                       | 期間                                           |
| --- | ---------------------------------------------- | ---------------------------------------------------------------------- | ---------------------------------------------- |
| From: 1789年4月30日 · ジョージ・ワシントンの就任 To: 1797年3月4日 · ジョン・アダムズの就任                                                                    | 1                                              | ワシントン                                                             | 7年, 308日                                     |
| From: 1797年3月4日 · ジョン・アダムズの就任 To: 1799年12月14日 · ジョージ・ワシントンの死                                                                     | 2                                              | J・アダムズ ワシントン                                                 | 2年, 285日                                     |
| From: 1799年12月14日 · ジョージ・ワシントンの死 To: 1801年3月4日 · トーマス・ジェファーソンの就任                                                             | 1                                              | J・アダムズ                                                            | 1年, 80日                                      |
| From: 1801年3月4日 · トーマス・ジェファーソンの就任 To: 1809年3月4日 · ジェームズ・マディソンの就任                                                           | 2                                              | ジェファーソン J・アダムズ                                             | 8年, 0日                                       |
| From: 1809年3月4日 · ジェームズ・マディソンの就任 To: 1817年3月4日 · ジェームズ・モンローの就任                                                               | 3                                              | マディソン ジェファーソン J・アダムズ                                  | 8年, 0日                                       |
| From: 1817年3月4日 · ジェームズ・モンローの就任 To: 1825年3月4日 · ジョン・クィンシー・アダムズの就任                                                         | 4                                              | モンロー マディソン ジェファーソン J・アダムズ                         | 8年, 0日                                       |
| From: 1825年3月4日 · ジョン・クィンシー・アダムズの就任 To: 1826年7月4日 · トーマス・ジェファーソンの死                                                       | 5                                              | J・Q・アダムズ モンロー マディソン ジェファーソン J・アダムズ          | 1年, 122日                                     |
| From: 1826年7月4日 · トーマス・ジェファーソンの死 To: 1826年7月4日 · ジョン・アダムズの死                                                                     | 4                                              | J・Q・アダムズ モンロー マディソン J・アダムズ                         | 5時間30分                                      |
| From: 1826年7月4日 · ジョン・アダムズの死 To: 1829年3月4日 · アンドリュー・ジャクソンの就任                                                                   | 3                                              | J・Q・アダムズ モンロー マディソン                                     | 2年, 243日                                     |
| From: 1829年3月4日 · アンドリュー・ジャクソンの就任 To: 1831年7月4日 · ジェームズ・モンローの死                                                               | 4                                              | ジャクソン J・Q・アダムズ モンロー マディソン                          | 2年, 122日                                     |
| From: 1831年7月4日 · ジェームズ・モンローの死 To: 1836年6月28日 · ジェームズ・マディソンの死                                                                  | 3                                              | ジャクソン J・Q・アダムズ マディソン                                   | 4年, 360日                                     |
| From: 1836年6月28日 · ジェームズ・マディソンの死 To: 1837年3月4日 · マーティン・ヴァン・ビューレンの就任                                                      | 2                                              | ジャクソン J・Q・アダムズ                                              | 249日                                          |
| From: 1837年3月4日 · マーティン・ヴァン・ビューレンの就任 To: 1841年3月4日 · ウィリアム・ヘンリー・ハリソンの就任                                             | 3                                              | ヴァン・ビューレン ジャクソン J・Q・アダムズ                           | 4年, 0日                                       |
| From: 1841年3月4日 · ウィリアム・ヘンリー・ハリソンの就任 To: 1841年4月4日 · ウィリアム・ヘンリー・ハリソンの死、及びそれに伴うジョン・タイラーの昇格         | 4                                              | W・H・ハリソン ヴァン・ビューレン ジャクソン J・Q・アダムズ            | 31日                                           |
| From: 1841年4月4日 · ウィリアム・ヘンリー・ハリソンの死、及びそれに伴うジョン・タイラーの昇格 To: 1845年3月4日 · ジェームズ・K・ポークの就任                  | 4                                              | タイラー ヴァン・ビューレン ジャクソン J・Q・アダムズ                  | 3年, 334日                                     |
| From: 1845年3月4日 · ジェームズ・K・ポークの就任 To: 1845年6月8日 · アンドリュー・ジャクソンの死                                                              | 5                                              | ポーク タイラー ヴァン・ビューレン ジャクソン J・Q・アダムズ           | 96日                                           |
| From: 1845年6月8日 · アンドリュー・ジャクソンの死 To: 1848年2月23日 · ジョン・クィンシー・アダムズの死                                                        | 4                                              | ポーク タイラー ヴァン・ビューレン J・Q・アダムズ                      | 2年, 260日                                     |
| From: 1848年2月23日 · ジョン・クィンシー・アダムズの死 To: 1849年3月4日 · ザカリー・テイラーの就任                                                            | 3                                              | ポーク タイラー ヴァン・ビューレン                                     | 1年, 9日                                       |
| From: 1849年3月4日 · ザカリー・テイラーの就任 To: 1849年6月15日 · ジェームズ・K・ポークの死                                                                   | 4                                              | テイラー ポーク タイラー ヴァン・ビューレン                            | 103日                                          |
| From: 1849年6月15日 · ジェームズ・K・ポークの死 To: 1850年7月9日 · ザカリー・テイラーの死、及びそれに伴うミラード・フィルモアの昇格                           | 3                                              | テイラー タイラー ヴァン・ビューレン                                   | 1年, 24日                                      |
| From: 1850年7月9日 · ザカリー・テイラーの死、及びそれに伴うミラード・フィルモアの昇格 To: 1853年3月4日 · フランクリン・ピアースの就任                         | 3                                              | フィルモア タイラー ヴァン・ビューレン                                 | 2年, 238日                                     |
| From: 1853年3月4日 · フランクリン・ピアースの就任 To: 1857年3月4日 · ジェームズ・ブキャナンの就任                                                             | 4                                              | ピアース フィルモア タイラー ヴァン・ビューレン                        | 4年, 0日                                       |
| From: 1857年3月4日 · ジェームズ・ブキャナンの就任 To: 1861年3月4日 · エイブラハム・リンカーンの就任                                                           | 5                                              | ブキャナン ピアース フィルモア タイラー ヴァン・ビューレン             | 4年, 0日                                       |
| From: 1861年3月4日 · エイブラハム・リンカーンの就任 To: 1862年1月18日 · ジョン・タイラーの死                                                                  | 6                                              | リンカーン ブキャナン ピアース フィルモア タイラー ヴァン・ビューレン  | 320日                                          |
| From: 1862年1月18日 · ジョン・タイラーの死 To: 1862年7月24日 · マーティン・ヴァン・ビューレンの死                                                             | 5                                              | リンカーン ブキャナン ピアース フィルモア ヴァン・ビューレン           | 187日                                          |
| From: 1862年7月24日 · マーティン・ヴァン・ビューレンの死 To: 1865年4月15日 · エイブラハム・リンカーンの暗殺、及びそれに伴うアンドリュー・ジョンソンの昇格     | 4                                              | リンカーン ブキャナン ピアース フィルモア                              | 2年, 265日                                     |
| From: 1865年4月15日 · エイブラハム・リンカーンの暗殺、及びそれに伴うアンドリュー・ジョンソンの昇格 To: 1868年6月1日 · ジェームズ・ブキャナンの死              | 4                                              | A・ジョンソン ブキャナン ピアース フィルモア                           | 3年, 47日                                      |
| From: 1868年6月1日 · ジェームズ・ブキャナンの死 To: 1869年3月4日 · ユリシーズ・S・グラントの就任                                                              | 3                                              | A・ジョンソン ピアース フィルモア                                      | 276日                                          |
| From: 1869年3月4日 · ユリシーズ・S・グラントの就任 To: 1869年10月8日 · フランクリン・ピアースの死                                                             | 4                                              | グラント A・ジョンソン ピアース フィルモア                             | 218日                                          |
| From: 1869年10月8日 · フランクリン・ピアースの死 To: 1874年3月8日 · ミラード・フィルモアの死                                                                  | 3                                              | グラント A・ジョンソン フィルモア                                      | 4年, 151日                                     |
| From: 1874年3月8日 · ミラード・フィルモアの死 To: 1875年7月31日 · アンドリュー・ジョンソンの死                                                                | 2                                              | グラント A・ジョンソン                                                 | 1年, 145日                                     |
| From: 1875年7月31日 · アンドリュー・ジョンソンの死 To: 1877年3月4日 · ラザフォード・B・ヘイズの就任                                                           | 1                                              | グラント                                                               | 1年, 216日                                     |
| From: 1877年3月4日 · ラザフォード・B・ヘイズの就任 To: 1881年3月4日 · ジェームズ・A・ガーフィールドの就任                                                     | 2                                              | ヘイズ グラント                                                        | 4年, 0日                                       |
| From: 1881年3月4日 · ジェームズ・A・ガーフィールドの就任 To: 1881年9月19日 · ジェームズ・A・ガーフィールドの暗殺、及びそれに伴うチェスター・A・アーサーの昇格 | 3                                              | ガーフィールド ヘイズ グラント                                         | 199日                                          |
| From: 1881年9月19日 · ジェームズ・A・ガーフィールドの暗殺、及びそれに伴うチェスター・A・アーサーの昇格 To: 1885年3月4日 · グロバー・クリーブランドの就任      | 3                                              | アーサー ヘイズ グラント                                               | 3年, 166日                                     |
| From: 1885年3月4日 · グロバー・クリーブランドの就任 To: 1885年7月23日 · ユリシーズ・S・グラントの死                                                           | 4                                              | クリーブランド アーサー ヘイズ グラント                                | 141日                                          |
| From: 1885年7月23日 · ユリシーズ・S・グラントの死 To: 1886年11月18日 · チェスター・A・アーサーの死                                                            | 3                                              | クリーブランド アーサー ヘイズ                                         | 1年, 118日                                     |
| From: 1886年11月18日 · チェスター・A・アーサーの死 To: 1889年3月4日 · ベンジャミン・ハリソンの就任                                                            | 2                                              | クリーブランド ヘイズ                                                  | 2年, 106日                                     |
| From: 1889年3月4日 · ベンジャミン・ハリソンの就任 To: 1893年1月17日 · ラザフォード・B・ヘイズの死                                                             | 3                                              | B・ハリソン クリーブランド ヘイズ                                      | 3年, 319日                                     |
| From: 1893年1月17日 · ラザフォード・B・ヘイズの死 To: 1897年3月4日 · ウィリアム・マッキンリーの就任                                                           | 2                                              | B・ハリソン クリーブランド                                             | 4年, 46日                                      |
| From: 1897年3月4日 · ウィリアム・マッキンリーの就任 To: 1901年3月13日 · ベンジャミン・B・ハリソンの死                                                         | 3                                              | マッキンリー B・ハリソン クリーブランド                                | 4年, 9日                                       |
| From: 1901年3月13日 · ベンジャミン・B・ハリソンの死 To: 1901年9月14日 · ウィリアム・マッキンリーの暗殺、及びそれに伴うセオドア・ルーズベルトの昇格            | 2                                              | マッキンリー クリーブランド                                            | 185日                                          |
| From: 1901年9月14日 · ウィリアム・マッキンリーの暗殺、及びそれに伴うセオドア・ルーズベルトの昇格 To: 1908年6月24日 · グロバー・クリーブランドの死             | 2                                              | T・ルーズベルト クリーブランド                                         | 6年, 284日                                     |
| From: 1908年6月24日 · グロバー・クリーブランドの死 To: 1909年3月4日 · ウィリアム・ハワード・タフトの就任                                                      | 1                                              | T・ルーズベルト                                                        | 253日                                          |
| From: 1909年3月4日 · ウィリアム・ハワード・タフトの就任 To: 1913年3月4日 · ウッドロウ・ウィルソンの就任                                                       | 2                                              | タフト T・ルーズベルト                                                 | 4年, 0日                                       |
| From: 1913年3月4日 · ウッドロウ・ウィルソンの就任 To: 1919年1月6日 · セオドア・ルーズベルトの死                                                               | 3                                              | ウィルソン タフト T・ルーズベルト                                      | 5年, 308日                                     |
| From: 1919年1月6日 · セオドア・ルーズベルトの死 To: 1921年3月4日 · ウォレン・ハーディングの就任                                                               | 2                                              | ウィルソン タフト                                                      | 2年, 57日                                      |
| From: 1921年3月4日 · ウォレン・ハーディングの就任 To: 1923年8月2日 · ウォレン・ハーディングの死、及びそれに伴うカルビン・クーリッジの昇格                     | 3                                              | ハーディング ウィルソン タフト                                         | 2年, 151日                                     |
| From: 1923年8月2日 · ウォレン・ハーディングの死、及びそれに伴うカルビン・クーリッジの昇格 To: 1924年2月3日 · ウッドロウ・ウィルソンの死                       | 3                                              | クーリッジ ウィルソン タフト                                           | 185日                                          |
| From: 1924年2月3日 · ウッドロウ・ウィルソンの死 To: 1929年3月4日 · ハーバート・フーヴァーの就任                                                               | 2                                              | クーリッジ タフト                                                      | 5年, 29日                                      |
| From: 1929年3月4日 · ハーバート・フーヴァーの就任 To: 1930年3月8日 · ウィリアム・タフトの死                                                                   | 3                                              | フーヴァー クーリッジ タフト                                           | 1年, 4日                                       |
| From: 1930年3月8日 · ウィリアム・タフトの死 To: 1933年1月5日 · カルビン・クーリッジの死                                                                       | 2                                              | フーヴァー クーリッジ                                                  | 2年, 303日                                     |
| From: 1933年1月5日 · カルビン・クーリッジの死 To: 1933年3月4日 · フランクリン・D・ルーズベルトの就任                                                          | 1                                              | フーヴァー                                                             | 58日                                           |
| From: 1933年3月4日 · フランクリン・D・ルーズベルトの就任 To: 1945年4月12日 · フランクリン・ルーズベルの死、及びそれに伴うハリー・S・トルーマンの昇格          | 2                                              | F・D・ルーズベルト フーヴァー                                          | 12年, 39日                                     |
| From: 1945年4月12日 · フランクリン・ルーズベルの死、及びそれに伴うハリー・S・トルーマンの昇格 To: 1953年1月20日 · ドワイト・D・アイゼンハワーの就任           | 2                                              | トルーマン フーヴァー                                                  | 7年, 283日                                     |
| From: 1953年1月20日 · ドワイト・D・アイゼンハワーの就任 To: 1961年1月20日 · ジョン・F・ケネディの就任                                                         | 3                                              | アイゼンハワー トルーマン フーヴァー                                   | 8年, 0日                                       |
| From: 1961年1月20日 · ジョン・F・ケネディの就任 To: 1963年11月22日 · ジョン・F・ケネディの暗殺、及びそれに伴うリンドン・B・ジョンソンの昇格                   | 4                                              | ケネディ アイゼンハワー トルーマン フーヴァー                          | 2年, 306日                                     |
| From: 1963年11月22日 · ジョン・F・ケネディの暗殺、及びそれに伴うリンドン・B・ジョンソンの昇格 To: 1964年10月20日 · ハーバート・フーヴァーの死                 | 4                                              | L・B・ジョンソン アイゼンハワー トルーマン フーヴァー                  | 333日                                          |
| From: 1964年10月20日 · ハーバート・フーヴァーの死 To: 1969年1月20日 · リチャード・ニクソンの就任                                                              | 3                                              | L・B・ジョンソン アイゼンハワー トルーマン                             | 4年, 92日                                      |
| From: 1969年1月20日 · リチャード・ニクソンの就任 To: 1969年3月28日 · ドワイト・D・アイゼンハワーの死                                                          | 4                                              | ニクソン L・B・ジョンソン アイゼンハワー トルーマン                    | 67日                                           |
| From: 1969年3月28日 · ドワイト・D・アイゼンハワーの死 To: 1972年12月26日 · ハリー・S・トルーマンの死                                                          | 3                                              | ニクソン L・B・ジョンソン トルーマン                                   | 3年, 281日                                     |
| From: 1972年12月26日 · ハリー・S・トルーマンの死 To: 1973年1月22日 · リンドン・B・ジョンソンの死                                                              | 2                                              | ニクソン L・B・ジョンソン                                              | 27日                                           |
| From: 1973年1月22日 · リンドン・B・ジョンソンの死 To: 1974年8月9日 · ジェラルド・フォードの就任                                                               | 1                                              | ニクソン                                                               | 1年, 199日                                     |
| From: 1974年8月9日 · ジェラルド・フォードの就任 To: 1977年1月20日 · ジミー・カーターの就任                                                                    | 2                                              | フォード ニクソン                                                      | 2年, 164日                                     |
| From: 1977年1月20日 · ジミー・カーターの就任 To: 1981年1月20日 · ロナルド・レーガンの就任                                                                     | 3                                              | カーター フォード ニクソン                                             | 4年, 0日                                       |
| From: 1981年1月20日 · ロナルド・レーガンの就任 To: 1989年1月20日 · ジョージ・H・W・ブッシュの就任                                                             | 4                                              | レーガン カーター フォード ニクソン                                    | 8年, 0日                                       |
| From: 1989年1月20日 · ジョージ・H・W・ブッシュの就任 To: 1993年1月20日 · ビル・クリントンの就任                                                               | 5                                              | G・H・W・ブッシュ レーガン カーター フォード ニクソン                  | 4年, 0日                                       |
| From: 1993年1月20日 · ビル・クリントンの就任 To: 1994年4月22日 · リチャード・ニクソンの死                                                                     | 6                                              | クリントン G・H・W・ブッシュ レーガン カーター フォード ニクソン       | 1年, 92日                                      |
| From: 1994年4月22日 · リチャード・ニクソンの死 To: 2001年1月20日 · ジョージ・W・ブッシュの就任                                                                | 5                                              | クリントン G・H・W・ブッシュ レーガン カーター フォード                | 6年, 273日                                     |
| From: 2001年1月20日 · ジョージ・W・ブッシュの就任 To: 2004年6月5日 · ロナルド・レーガンの死                                                                   | 6                                              | G・W・ブッシュ クリントン G・H・W・ブッシュ レーガン カーター フォード | 3年, 137日                                     |
| From: 2004年6月5日 · ロナルド・レーガンの死 To: 2006年12月26日 · ジェラルド・フォードの死                                                                     | 5                                              | G・W・ブッシュ クリントン G・H・W・ブッシュ カーター フォード          | 2年, 204日                                     |
| From: 2006年12月26日 · ジェラルド・フォードの死 To: 2009年1月20日 · バラク・オバマの就任                                                                      | 4                                              | G・W・ブッシュ クリントン G・H・W・ブッシュ カーター                   | 2年, 25日                                      |
| From: 2009年1月20日 · バラク・オバマの就任 To: 2017年1月20日 · ドナルド・トランプの就任                                                                       | 5                                              | オバマ G・W・ブッシュ クリントン G・H・W・ブッシュ カーター            | 8年, 0日                                       |
| From: 2017年1月20日 · ドナルド・トランプの就任 To: 2018年11月30日 · ジョージ・H・W・ブッシュの死                                                              | 6                                              | トランプ オバマ G・W・ブッシュ クリントン G・H・W・ブッシュ カーター   | 1年, 314日                                     |
| From: 2018年11月30日 · ジョージ・H・W・ブッシュの死 To:2021年1月20日 · ジョー・バイデンの就任                                                                 | 5                                              | トランプ オバマ G・W・ブッシュ クリントン カーター                     | 2年, 51日                                      |
| From: 2021年1月20日 · ジョー・バイデンの就任 To: 2024年12月29日 · ジミー・カーターの死                                                                        | 6                                              | バイデン トランプ オバマ G・W・ブッシュ クリントン カーター            | 3年, 344日                                     |
| 変化点 | 存命者数 \| 名前                               | 存命者数 \| 名前                                                       | 期間                                           |
| 参考文献: |                                                |                                                                        |                                                |

## 存命大統領数が最多・最少の時期
最多となる6人の大統領（現職1人と前任5人）が存命の時期は史上5度あった:
- 1861年3月から1862年1月  –  マーティン・ヴァン・ビューレン、ジョン・タイラー、ミラード・フィルモア、フランクリン・ピアース、ジェームズ・ブキャナン、エイブラハム・リンカーン
- 1993年1月から1994年4月  –  リチャード・ニクソン, ジェラルド・フォード、ジミー・カーター、ロナルド・レーガン、G・H・W・ブッシュ、ビル・クリントン（連続する6人）
- 2001年1月から2004年6月  –  フォード、カーター、レーガン、G・H・W・ブッシュ、クリントン、G・W・ブッシュ（連続する6人）
- 2017年1月から2018年11月  –  カーター、G・H・W・ブッシュ、クリントン、G・W・ブッシュ、バラク・オバマ、ドナルド・トランプ
- 2021年1月から2024年12月29日 –  カーター、クリントン、G・W・ブッシュ、オバマ、トランプ、ジョー・バイデン

存命大統領が現職のみである時期は史上6度あった:
- 1789年4月から1797年3月  –  ジョージ・ワシントン（初代大統領であり前任者がいない）
- 1799年12月から1801年3月  –  ジョン・アダムズ（唯一の前任者のジョージ・ワシントンの死後）
- 1875年7月から1877年3月  –  ユリシーズ・S・グラント（最後に生存していた前任者のアンドリュー・ジョンソンの死後）
- 1908年6月から1909年3月  –  セオドア・ルーズベルト（最後に生存していた前任者のグロバー・クリーブランドの死後）
- 1933年1月から1933年3月  – ハーバート・フーヴァー（最後に生存していた前任者のカルビン・クーリッジの死後）
- 1973年1月から1974年8月  – リチャード・ニクソン（最後に生存していた前任者のリンドン・ジョンソンの死後）

またリチャード・ニクソンは唯一の存命大統領（1973年1月から1974年8月）と最多6人の大統領のうちの1人（1993年1月から1994年4月）の両方に該当する唯一の人物である。

## 存命大統領のギャラリー
以下は存命の大統領が全員集合した写真である（正式な就任前の人物も含む）。

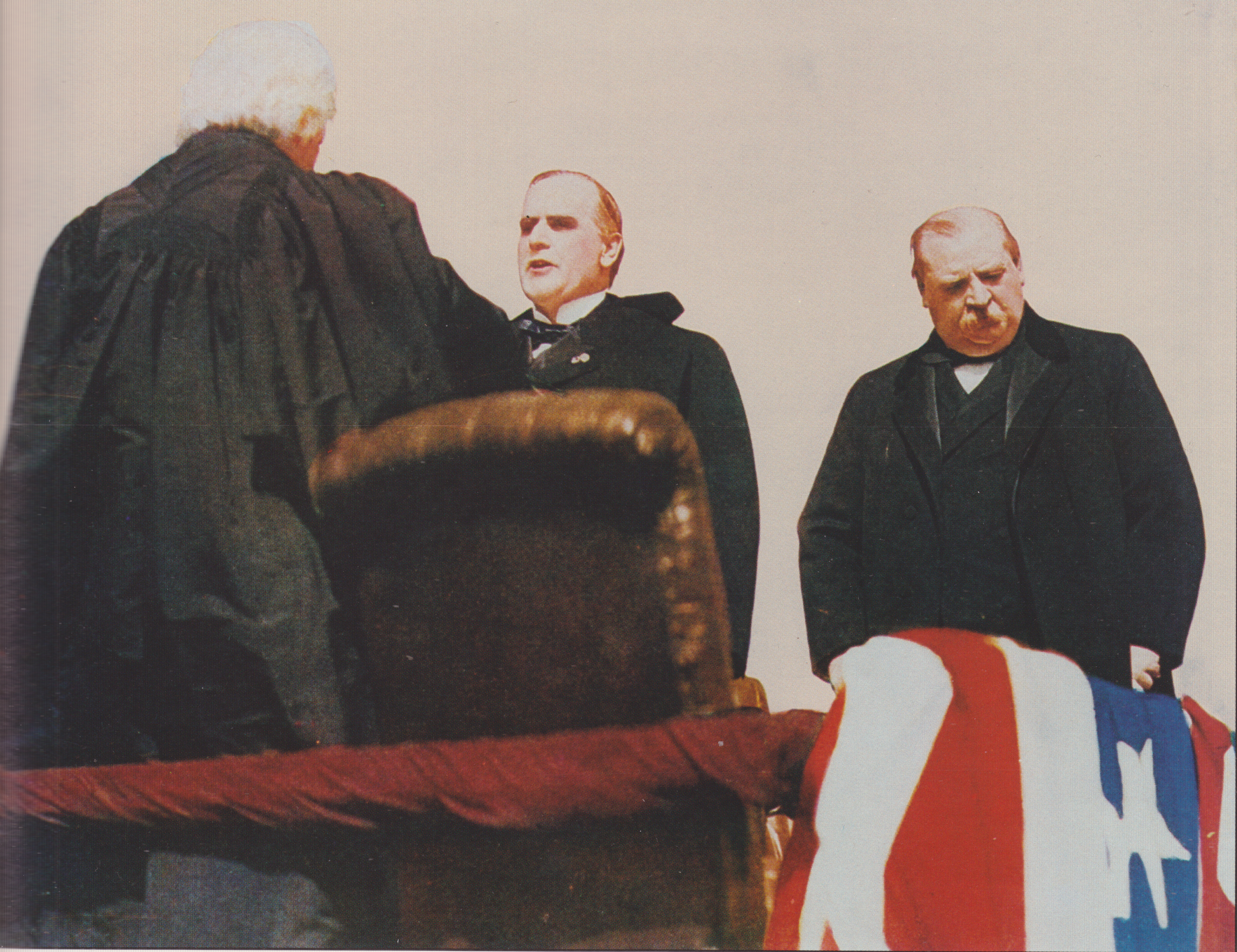
1901年 - 1901年（左から）:  - マッキンリー - クリーブランド
1901年 - 1908年（左から）:  - クリーブランド - T・ルーズベルト
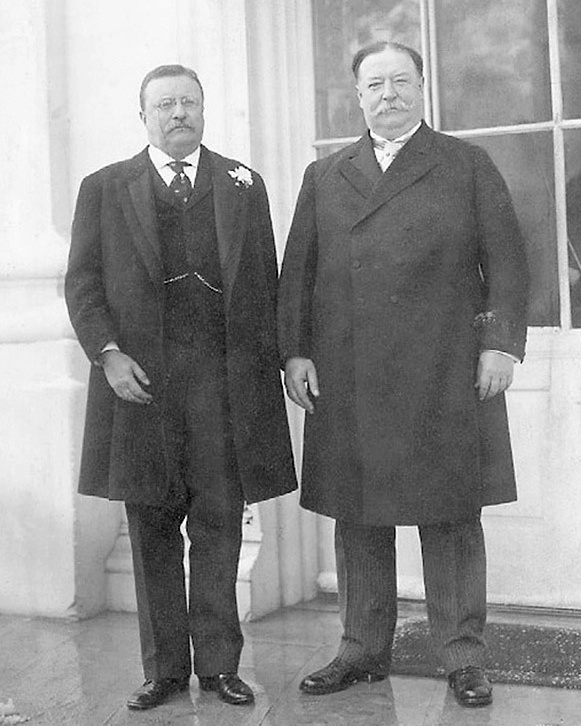
1909年 - 1913年（左から）:  - T・ルーズベルト - タフト
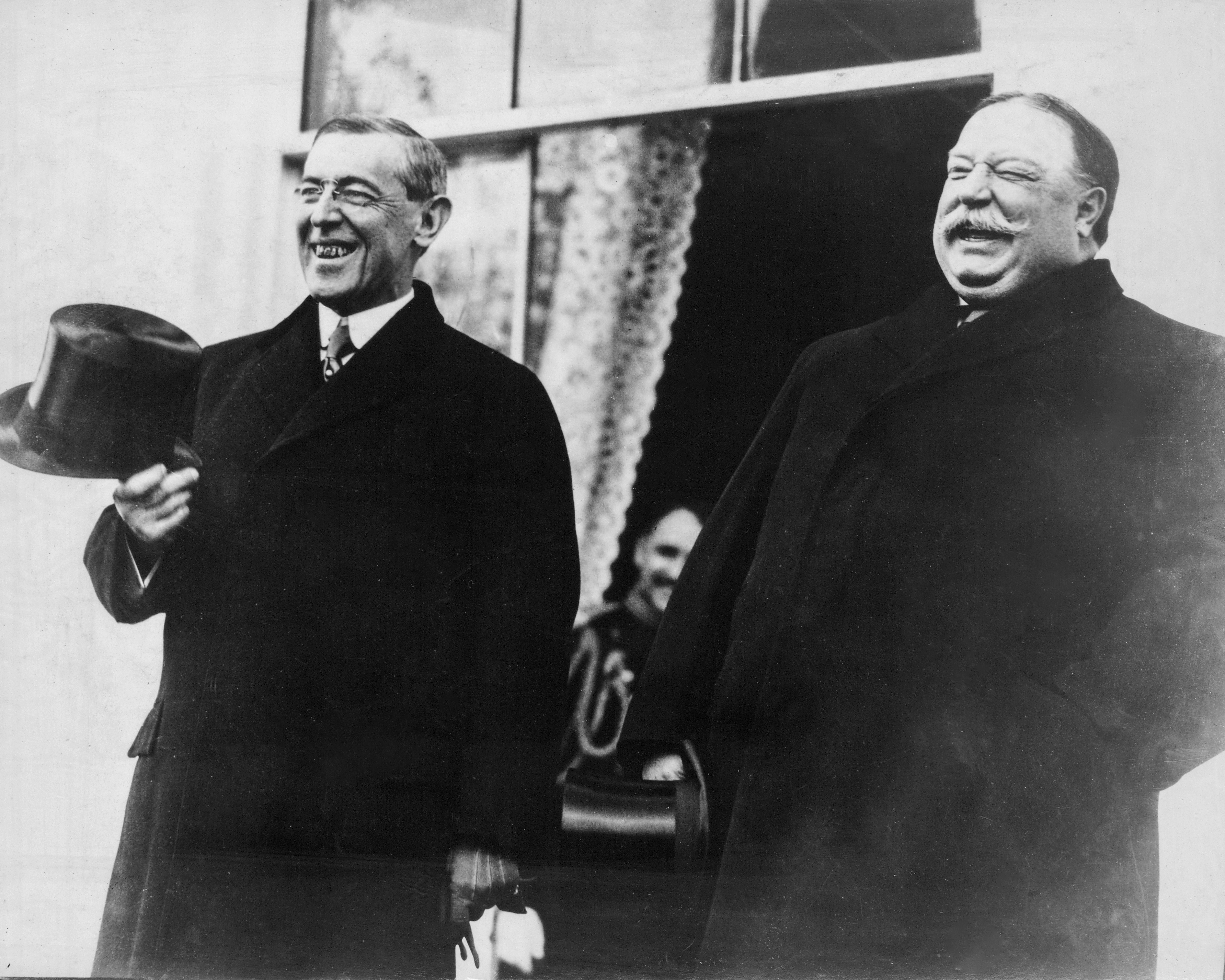
1919年 - 1921年（左から）:  - ウィルソン - タフト
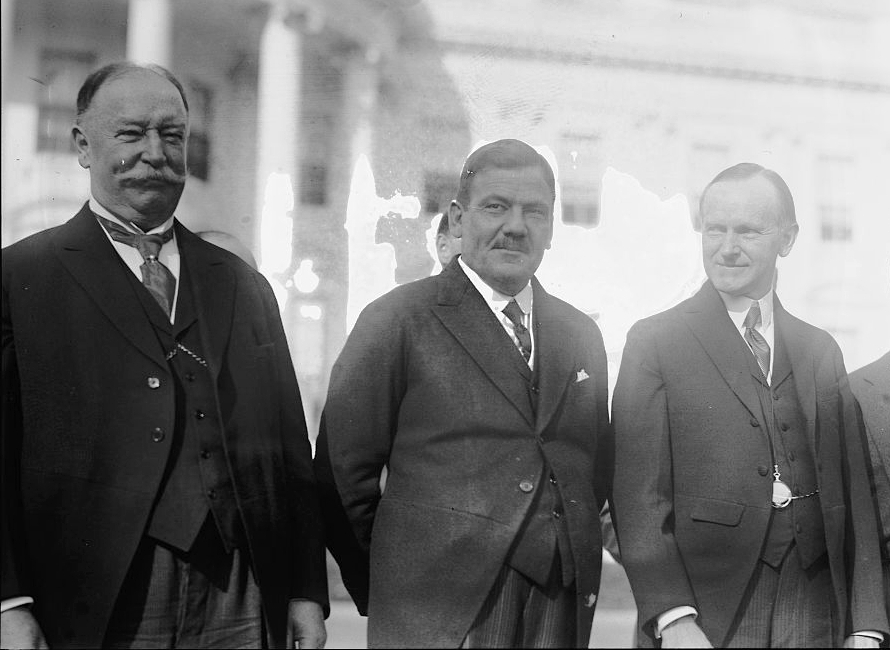
1924年 - 1929年（左から）:  - タフト - クーリッジ
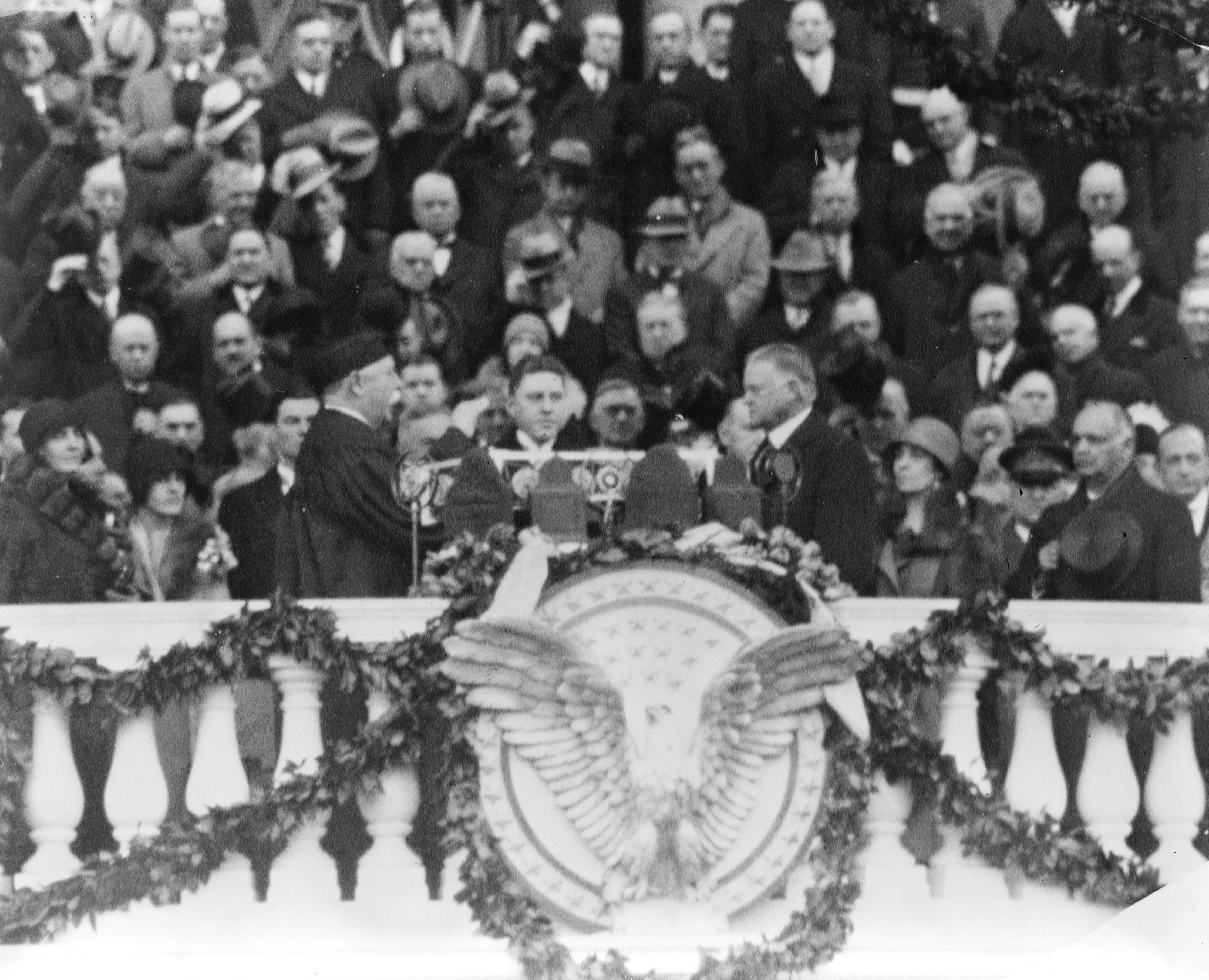
1929年 - 1930年（左から）:  - タフト - クーリッジ - フーヴァー
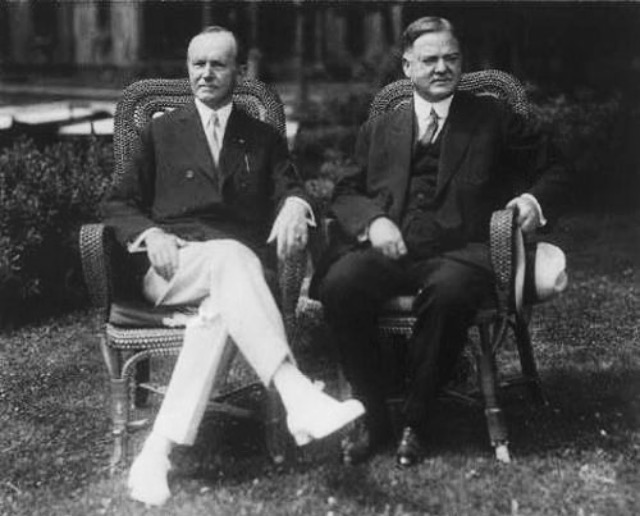
1930年 - 1933年（左から）:  - クーリッジ - フーヴァー
1933年 - 1945年（左から）:  - フーヴァー - F・D・ルーズベルト
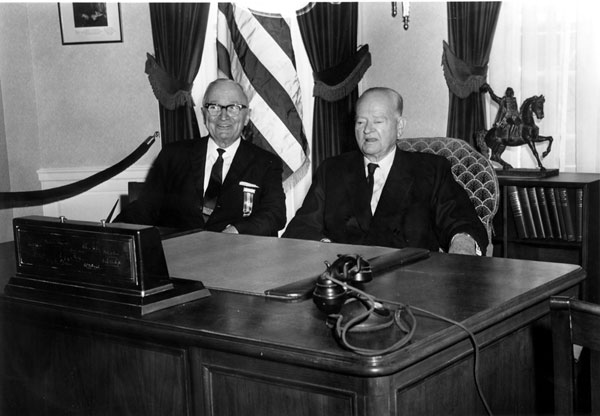
1945年 - 1953年（左から）:  - トルーマン - フーヴァー
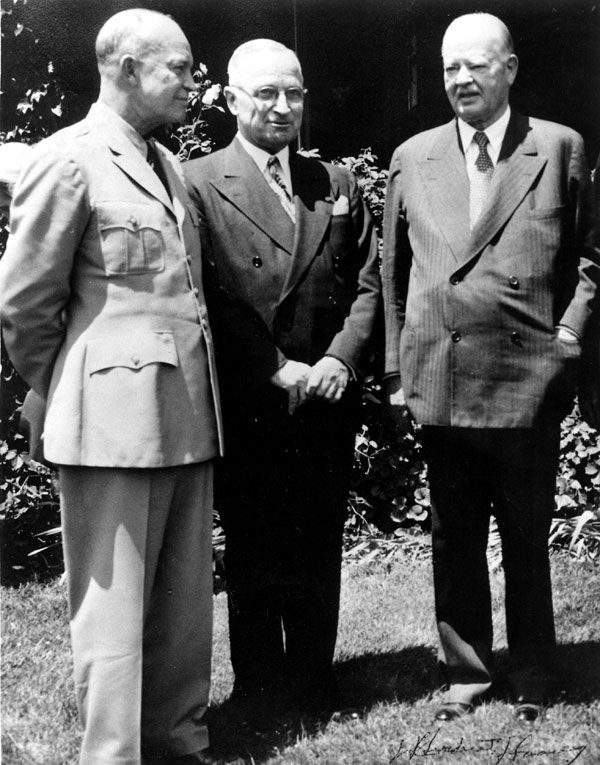
1953年 - 1961年（英語版）（左から）:  - アイゼンハワー - トルーマン - フーヴァー
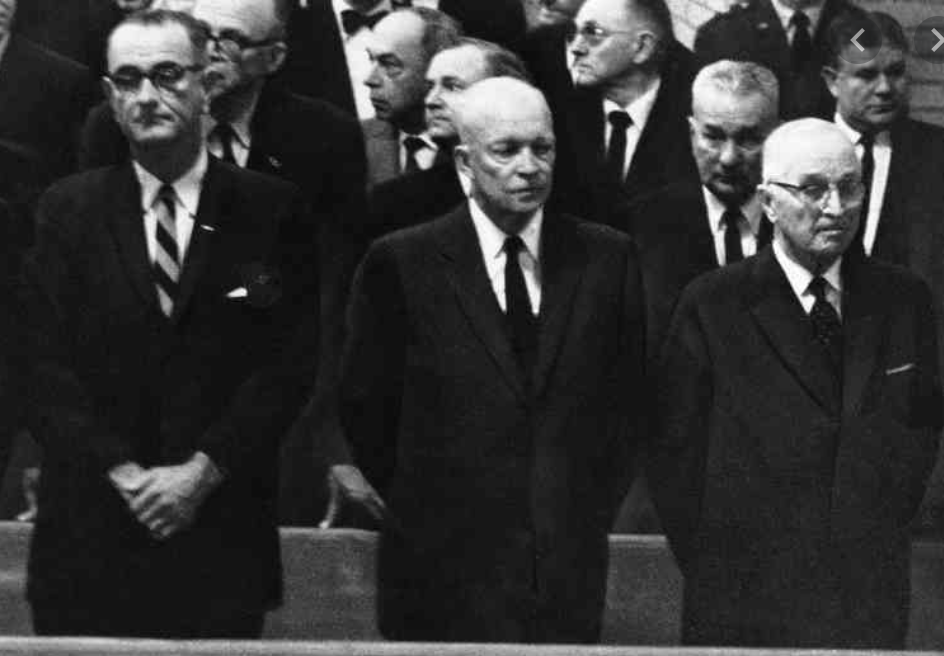
1964年 - 1969年（左から）:   - L・B・ジョンソン - アイゼンハワー - トルーマン
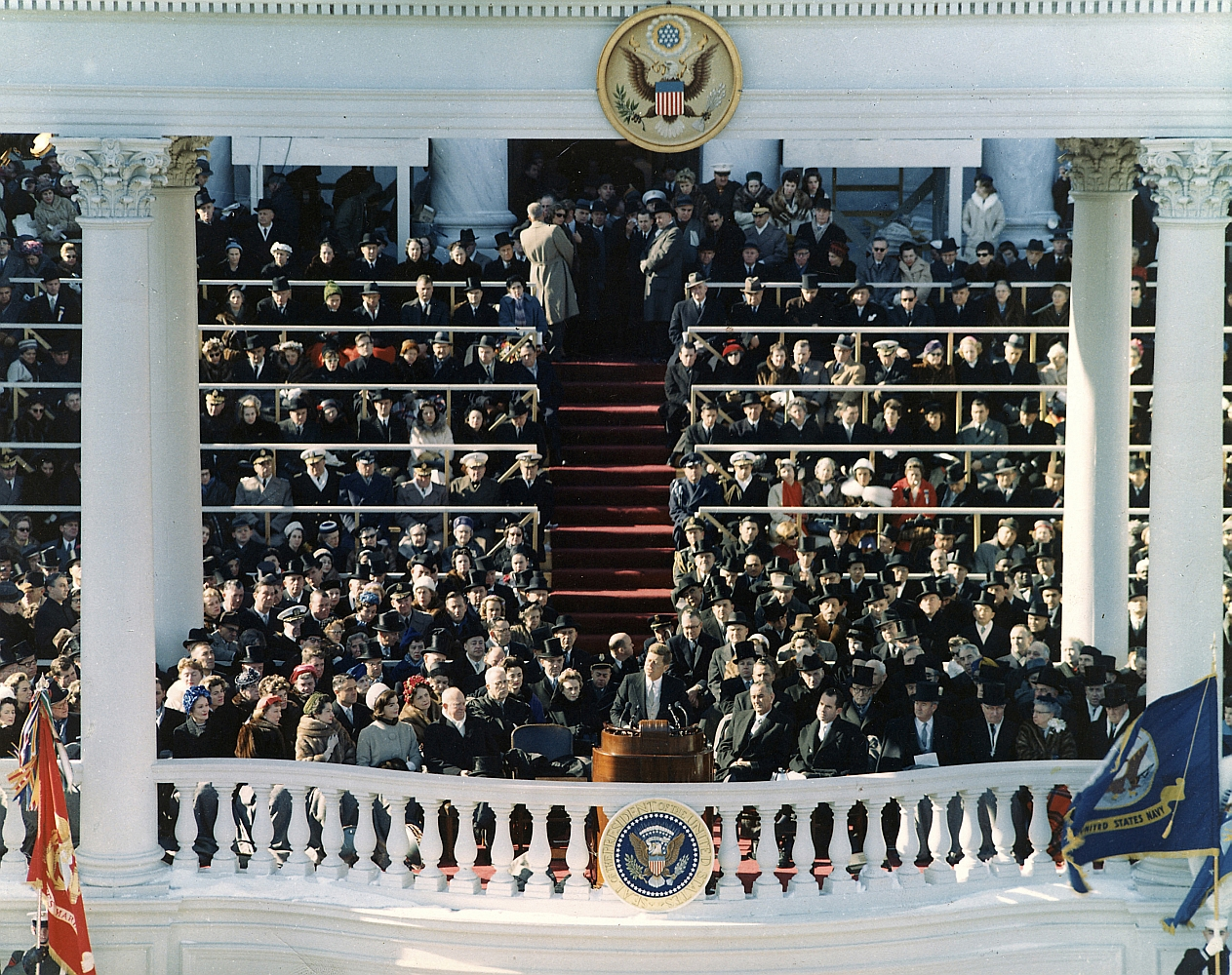
1969年 - 1969年（左から）:  - アイゼンハワー - L・B・ジョンソン - ニクソン - トルーマン
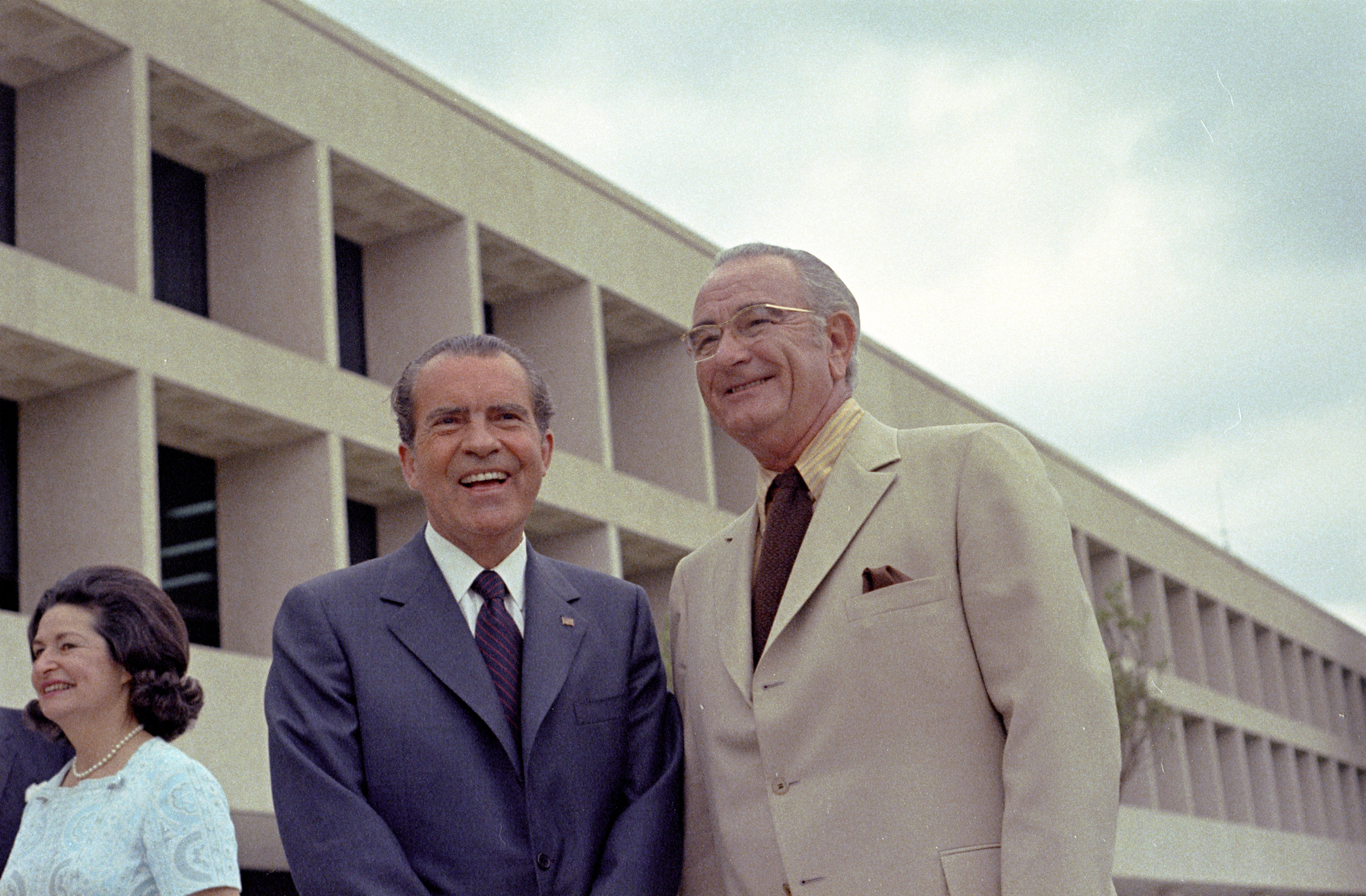
1972年 - 1973年（左から）:  - ニクソン - L・B・ジョンソン
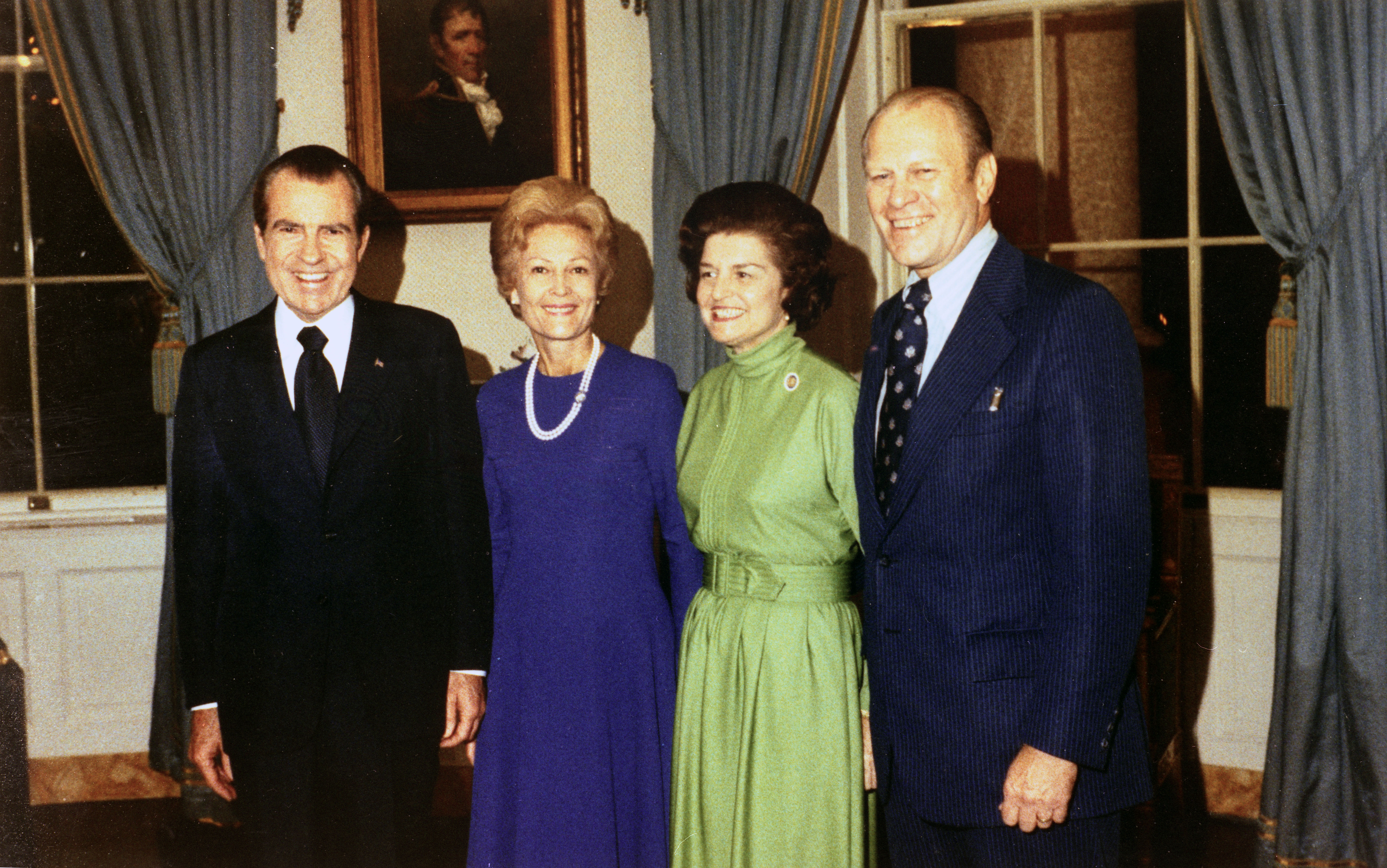
1974年 - 1977年（左から）:  - ニクソン - フォード
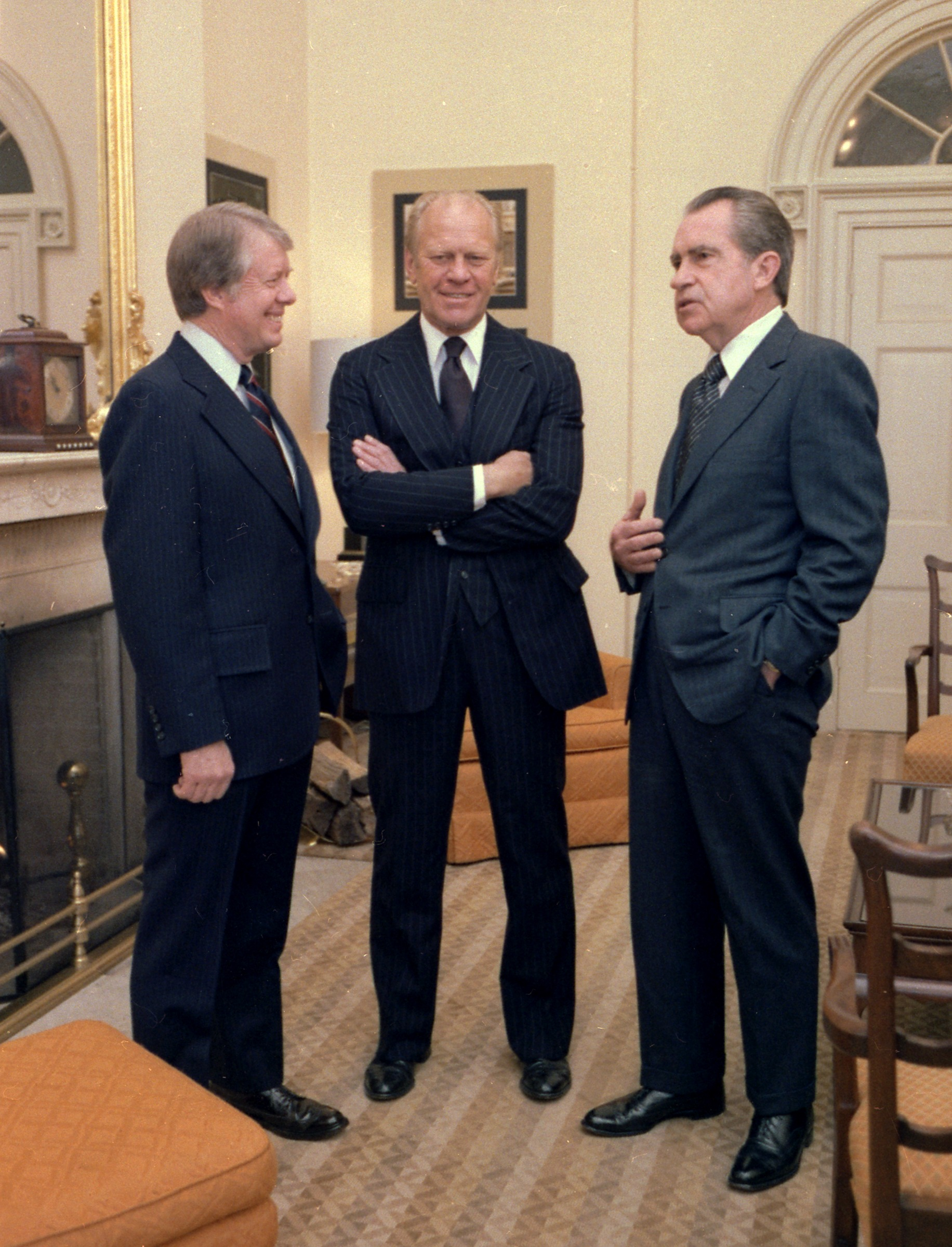
1977年 - 1981年（左から）:  - カーター - フォード - ニクソン
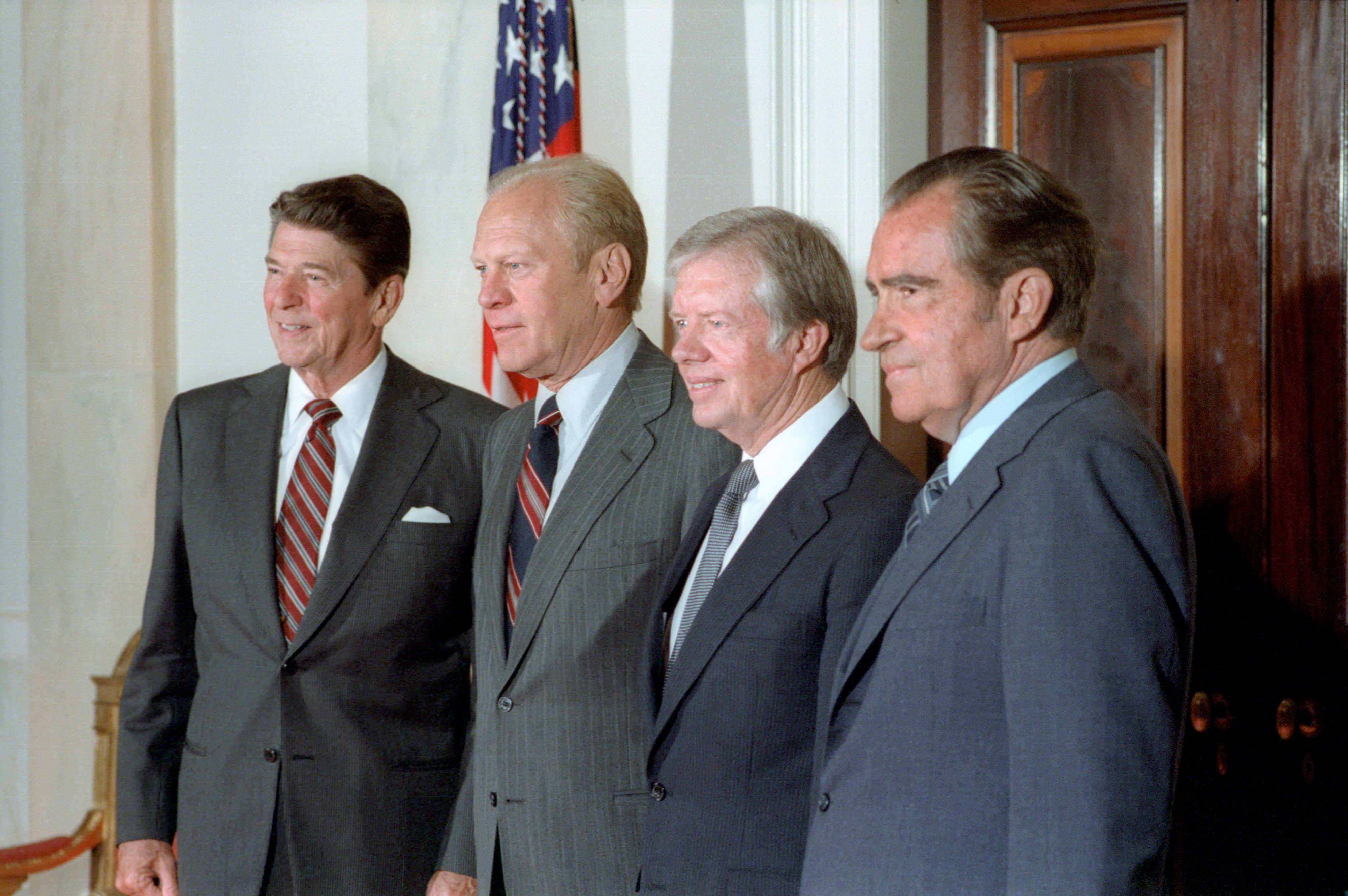
1981年 - 1989年（左から）:  - レーガン - フォード - カーター - ニクソン
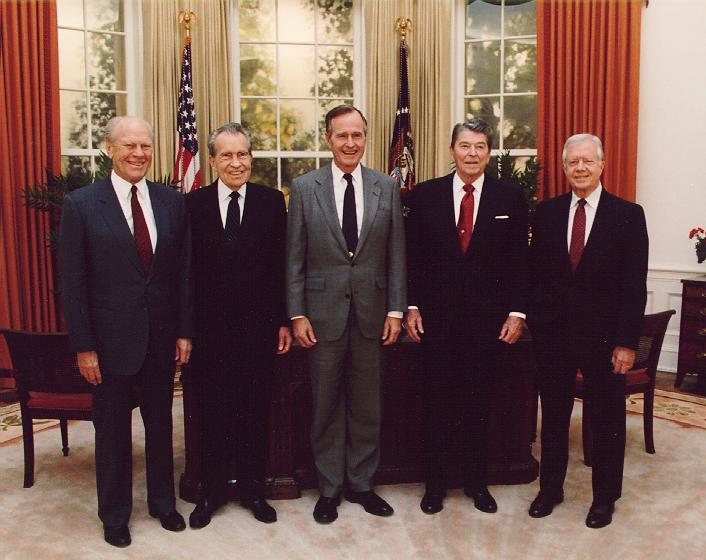
1989年 - 1993年（左から）:  - フォード
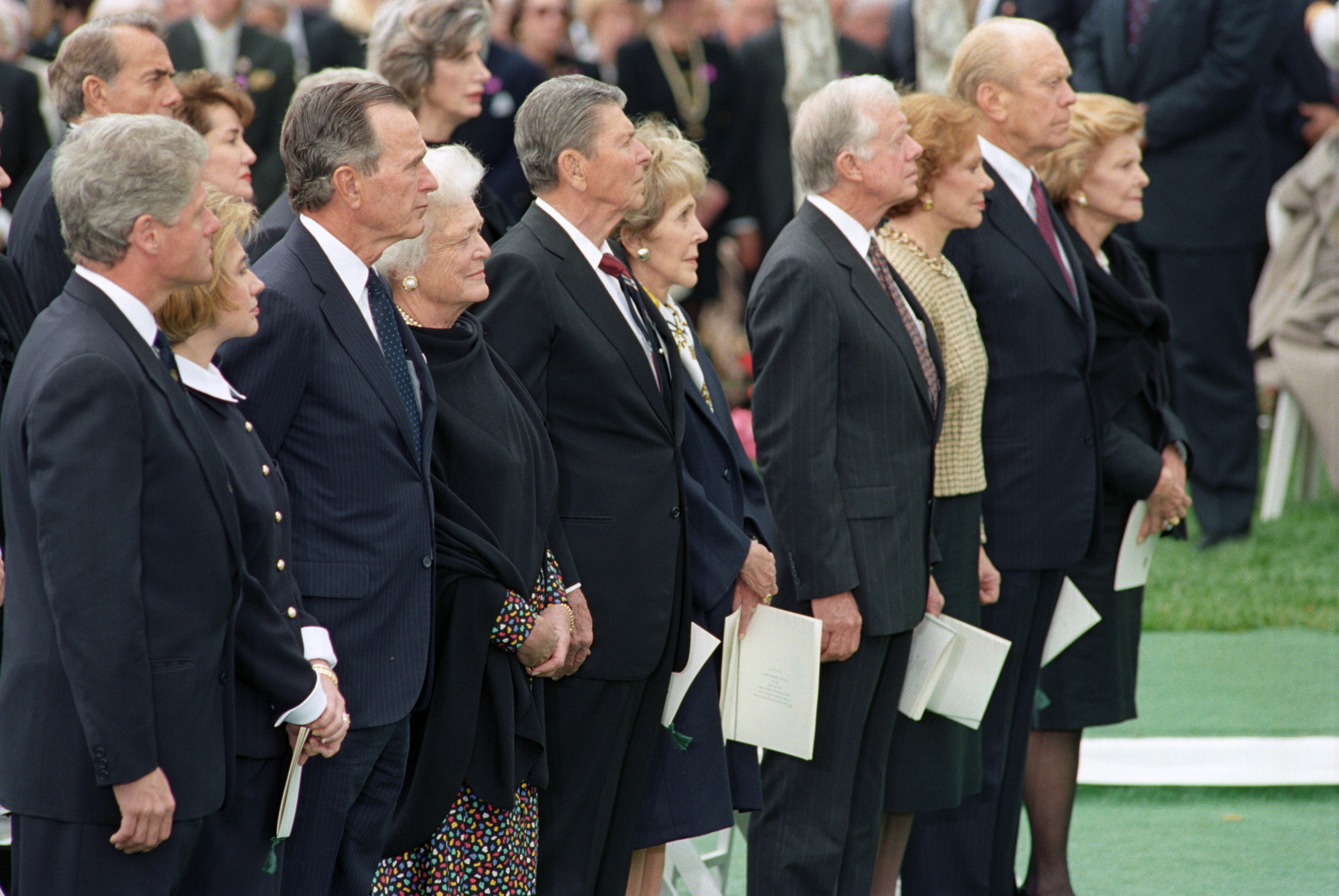
1994年 - 2001年（左から）:
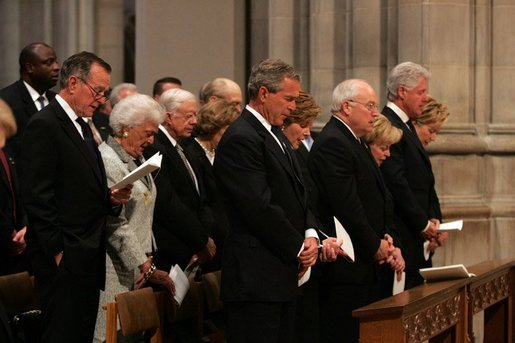
2004年 - 2006年（左から）:
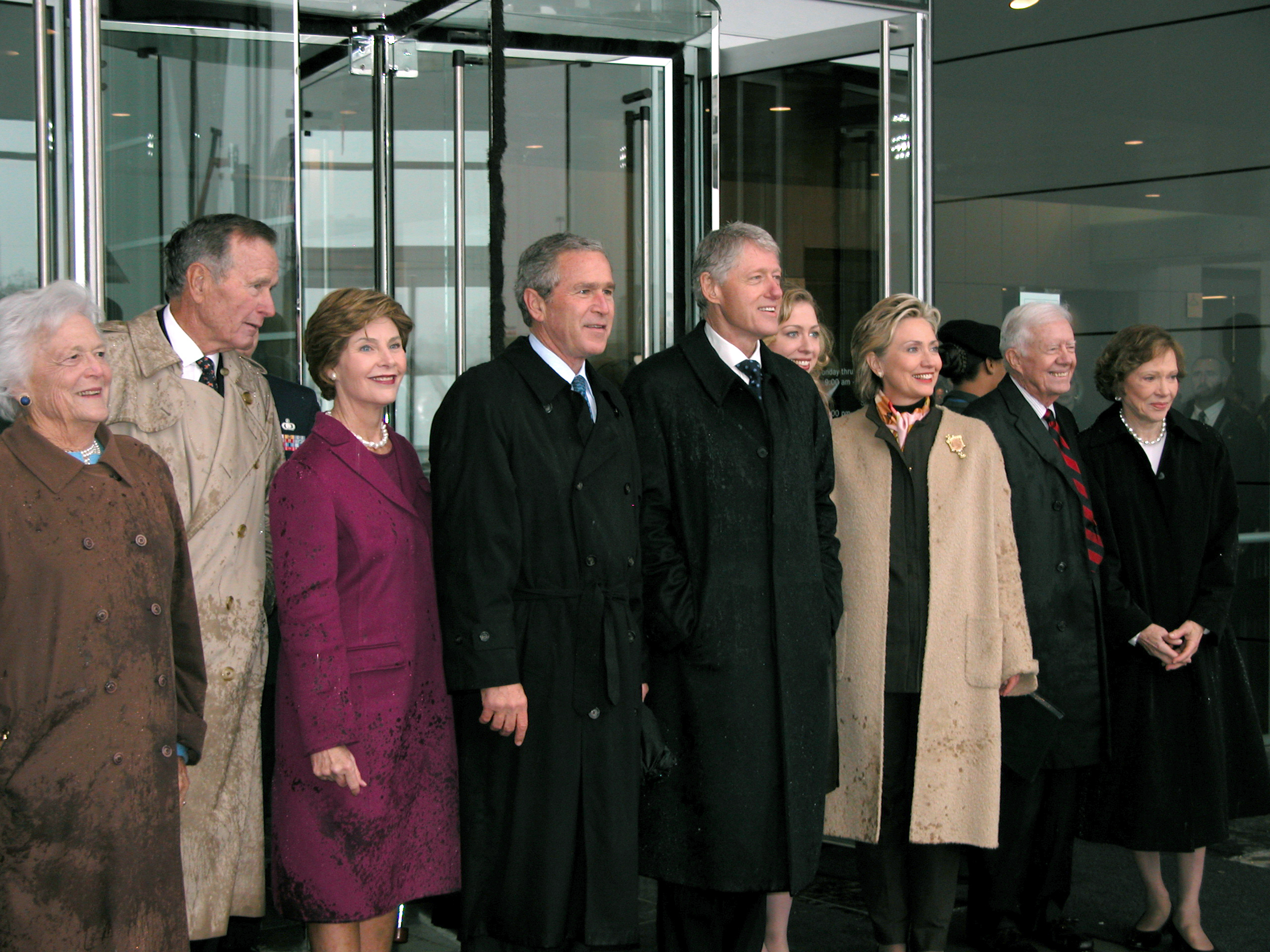
2006年 - 2009年（左から）:
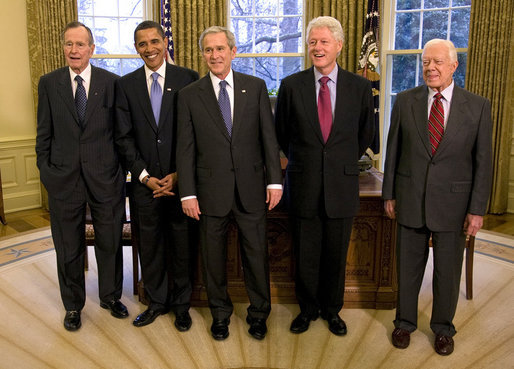
2009年 - 2017年（左から）:
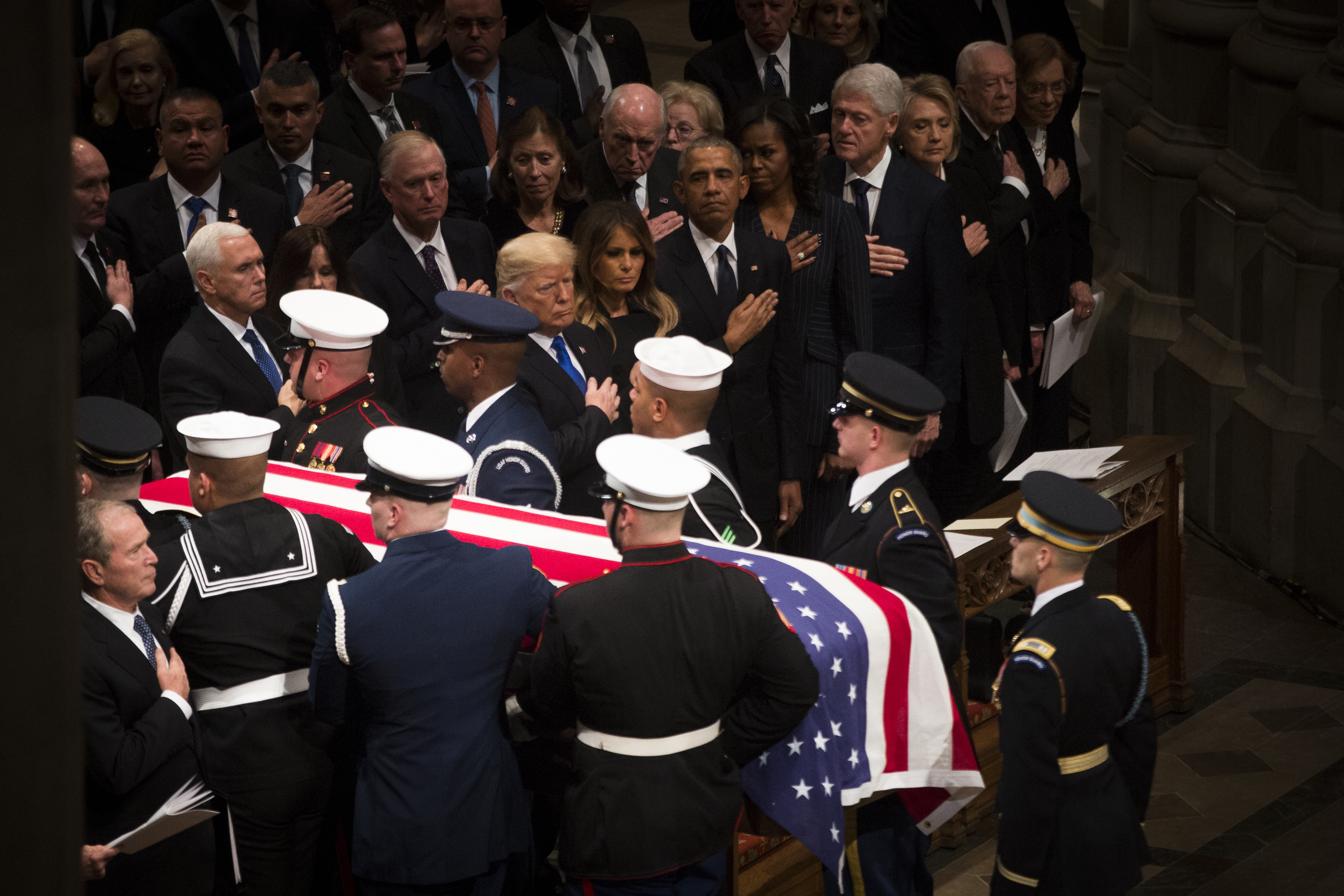
2018年 - 2021年:
  - ニクソン
  - G・H・W・ブッシュ
  - レーガン
  - カーター
- 1994年（英語版） - 2001年（左から）:  - クリントン
  - G・H・W・ブッシュ
  - レーガン
  - カーター
  - フォード
- 2004年 - 2006年（英語版）（左から）:  - G・H・W・ブッシュ
  - カーター
  - フォード
  - G・W・ブッシュ
  - クリントン
- 2006年（英語版） - 2009年（左から）:  - G・H・W・ブッシュ
  - G・W・ブッシュ
  - クリントン
  - カーター
- 2009年 - 2017年（左から）:  - G・H・W・ブッシュ
  - オバマ
  - G・W・ブッシュ
  - クリントン
  - カーター
- 2018年（英語版） - 2021年:  - G・W・ブッシュ
  - トランプ
  - オバマ
  - クリントン
  - カーター